# Charles de Varigny
Charles Victor Crosnier de Varigny, né le 25 novembre 1829 à Versailles et mort le 9 novembre 1899 à Montmorency, est un journaliste, voyageur et homme politique franco-hawaïen. Naturalisé, il séjourna quatorze ans à Hawaï, jusqu'à la chute de la monarchie, et y devint même ministre sous le règne du roi Kamehameha V.

## Biographie
Fils d'un employé de préfecture à Versailles, Charles Crosnier de Varigny part en 1850 pour la Chine où il veut pratiquer le négoce. Il embarque ainsi sur l' Anna le 27 novembre. À San Francisco, il rencontre à bord une jeune fille qui deviendra sa femme. Finalement, il reste plusieurs années en Californie où il exerce comme journaliste à L'Écho du Pacifique. 
En janvier 1855, il repart pour la Chine à bord du Restless et fait escale à Honolulu (18 février) où il va demeurer quinze ans.
Varigny rencontre le consul de France Émile Perrin alors engagé dans des négociations avec Kamehameha IV et les autorités Britannico-américaines. Ne parlant pas anglais, Perrin demande à Varigny de lui servir d'interprète. Celui-ci devient alors secrétaire-interprète au consulat. Il fait rapidement preuve de son sens de la diplomatie et effectue d'importantes excursions dans tout l'archipel pour découvrir le pays et ses habitants. 
Il visite ainsi Oahu, rencontre le Père Martial à Heiia (Heʻeia, Hawaii) qui l'initie à la cuisine traditionnelle hawaïenne puis, à Kualoa (Kualoa Ranch (en)), loge chez un jeune fermier américain. Il atteint ensuite Waïa (Waimanalo Beach, Hawaii) à l'extrémité nord-ouest de l'île où il visite la mission protestante puis passe à Ewa avant de revenir à Honolulu. 
Il repart ensuite pour le sud d'Oahu, traverse le Waikiki, voit la pointe du Diamant et, à Makapuʻu observe un jeu hawaïen se déroulant sur les vagues de l'océan, premier témoignage existant sur le surf. 
Varigny continue par l'île de Kauai. Il voit les cascades de Waiahua (Waialua), les grottes de Haena et les plantations de Hanalei) puis, en novembre 1857, visite la plus grande île, Hawaï. Il part ainsi de Honolulu, s'arrête à Lahaina et atteint la baie de Kahoolawe. En bateau, il rejoint Hilo sur la côte est puis le Kilauea avant de revenir à Kahoolawe où il prépare son ascension du Mauna Kea dont il atteint le sommet le 17 novembre 1857.
Devenu chancelier du consulat de France, il assure l'intérim du consulat à la mort de Perrin en 1862. Le nouveau roi Kamehameha V, dont il est proche, en fait son conseiller particulier puis le naturalise citoyen hawaïen. Par la suite, Varigny entame une carrière politique et se voit nommé ministre des finances (1864) puis ministre des Affaires étrangères (1865). Travaillant au développement de l'archipel dont il défend l'indépendance contre les visées américaines, la France le fait chevalier de la Légion d'honneur tandis qu'Hawaï le décore de l'Ordre royal de Kamehameha. 
Lors de l'éruption du Kilauea le 27 mars 1868 qui dévaste une partie de l'île d’Hawaï, il porte secours aux habitants avec le roi et ses ministres. En juillet, il revient en France comme ministre plénipotentiaire d’Hawaï et cesse ses activités officielles en 1870 tout en continuant à rédiger de nombreux articles sur les questions du Pacifique dans la Revue des Deux Mondes et de nombreux ouvrages comme Quatorze années aux îles Sandwich (1874) où il fait le bilan de ses aventures hawaïennes ou Océanie moderne (1887-1888). Après la chute de la monarchie hawaïenne au début des années 1890, il retourne définitivement en France. Il meurt en 1899 à Montmorency dans la demeure de style hawaïen qu'il avait fait construire. 
Il est le père d'Henry Crosnier de Varigny.

## Œuvres
- Voyages aux îles Sandwich (îles Hawaï), 1855-1869, Le Tour du monde, 1873, p. 208-272
- Quatorze ans aux îles Sandwich, 1874
- L'Océanie moderne, Bulletin de la Société de géographie, mai 1879, p. 433
- La France dans l'océan Pacifique, Revue des Deux-Mondes, mars 1881
- L'Océanie moderne, Revue des Deux-Mondes, juin, août, septembre 1887, janvier, avril, 1888
- L'Océan Pacifique, 1888
- Nouvelle géographie moderne des cinq parties du monde, 1890-1892
- La crise hawaïenne. Une tentative d'annexion, Revue des Deux-Mondes, mars 1893, février 1894